# Ascesso polmonare
L'ascesso polmonare è un processo suppurativo localizzato al parenchima polmonare, caratterizzato da necrosi del tessuto polmonare. Questa grave patologia può essere causata da:
- Procedure chirurgiche sull'orofaringe
- Sinusiti
- Bronchiti
- Ascessi dentari
- Bronchiectasie
- Granulomatosi di Wegener

## Eziologia e patogenesi
Gli ascessi polmonari sono causati principalmente da streptococchi aerobi e anaerobi, dallo Staphylococcus aureus e batteri saprofiti gram negativi; spesso le infezioni sono miste a causa dell'inalazione accidentale di materiale estraneo. Nel 60% dei casi vengono isolati germi presenti normalmente nel cavo orale, tra questi si riscontrano membri di Bacteroides, Fusobacterium, Peptococcus. Gli agenti responsabili possono avere accesso al parenchima polmonare con i seguenti meccanismi:
- Aspirazione di materiale infetto, causa più frequente soprattutto nel coma, alcoolismo acuto, durante procedure di anestesia, sinusiti, nelle sepsi odontogene e nelle malattie debilitanti che causano una diminuzione del riflesso della tosse. Particolarmente grave è l'inalazione di materiale contenuto nello stomaco (in caso di vomito), a causa dell'acidità dei succhi gastrici e dei batteri che sono inevitabilmente presenti.
- Infezioni batteriche preesistenti, come ascessi post-pneumonici dovuti a S. aureus, Klebsiella pneumoniae e da pneumococco tipo 3. Situazioni che favoriscono l'insorgenza di ascessi polmonari sono le bronchiectasie, le infezioni fungine, l'immunodepressione e il post-operatorio.
- Embolia settica causata da vegetazioni di endocarditi infettive nel cuore destro o emboli che originano da tromboflebiti di un qualsiasi distretto della circolazione venosa sistemica.
- Neoplasie, che causano infezioni secondarie nel segmento broncopolmonare ostruito da una neoplasia maligna primaria o secondaria (polmonite postostruttiva).
- Miscellanea, cioè quelle condizioni che possono portare alla formazione di ascessi polmonari come trauma diretto penetrante nel polmoni, diffusioni di infezioni da un organo adiacente (es.:infezioni suppurative da esofago, spazio subfrenico, colonna vertebrale, pleura, disseminazione ematogena).
- Ascessi polmonari primitivi criptogenetici, in questo gruppo vengono inseriti i casi in cui non si è riusciti ad identificare la causa.

## Morfologia
Il diametro delle formazioni ascessuali varia da pochi millimetri a 5-6 centimetri, possono essere singoli o multipli e può venire interessata qualsiasi zona del polmone. Il bronco destro è maggiormente interessato dagli ascessi a causa inalatoria per via della sua maggiore verticalità, in questo caso normalmente si forma un ascesso singolo; in caso di bronchiectasie, polmonite o emboli settici si formano numerosi ascessi infiltranti a sede basale. Nella cavità ascessuale si osservano detriti suppurativi, se esiste una comunicazione con una delle vie aeree l'essudato può essere parzialmente drenato portando alla formazione di una cavità contenente aria; soprattutto in questo caso sono frequenti le sovrainfezioni saprofitiche. Il quadro caratteristico è quello di gangrena del polmone, in cui macroscopicamente sono visibili cavità multiloculari grandi, di colore verde nerastro, fetide e dai margini scarsamente delimitati. La modificazione istologica principale è la distruzione suppurativa del parenchima nella zona centrale di cavitazione.

## Clinica
Clinicamente si manifestano tosse, febbre, abbondante escreato fetido purulento e/o ematico, dolore toracico, calo ponderale, dopo alcune settimane compaiono ippocratismo digitale (dita a bacchetta di tamburo) di mani e piedi. La diagnosi si ottiene dai segni clinici e dall'rx del torace, importante è l'esclusione di un carcinoma sottostante presente nel 10-15% dei casi. La terapia si avvale di antibiotici che porta alla guarigione nella maggioranza dei casi. Tra le complicazioni abbiamo l'estensione dell'infezione alla cavità pleurica, l'emorragia, ascessi cerebrali o meningite da emboli settici e raramente amiloidosi secondaria tipo AA.

## Galleria d'immagini

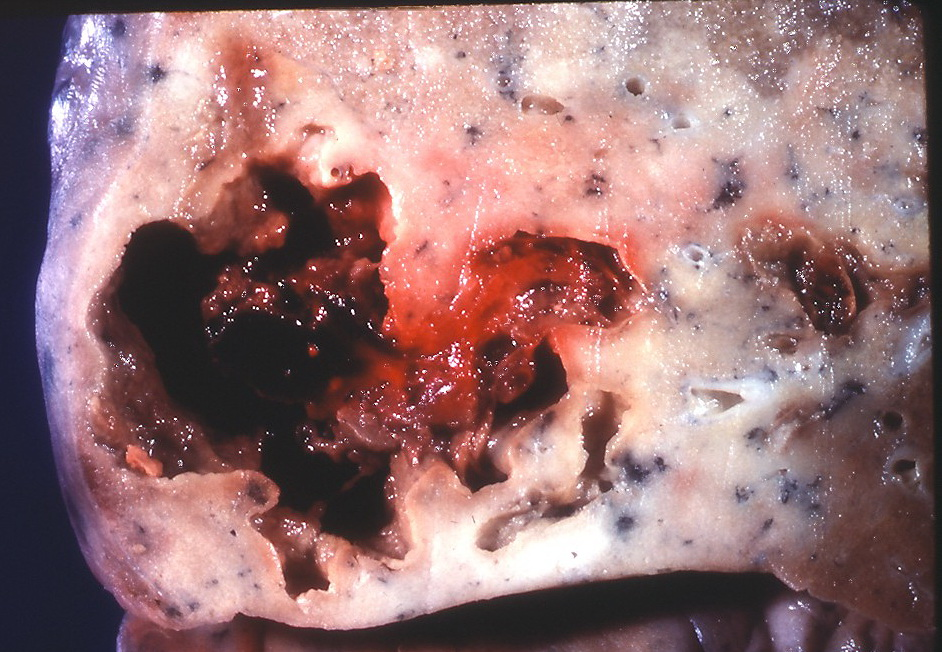
Ascesso polmonare.
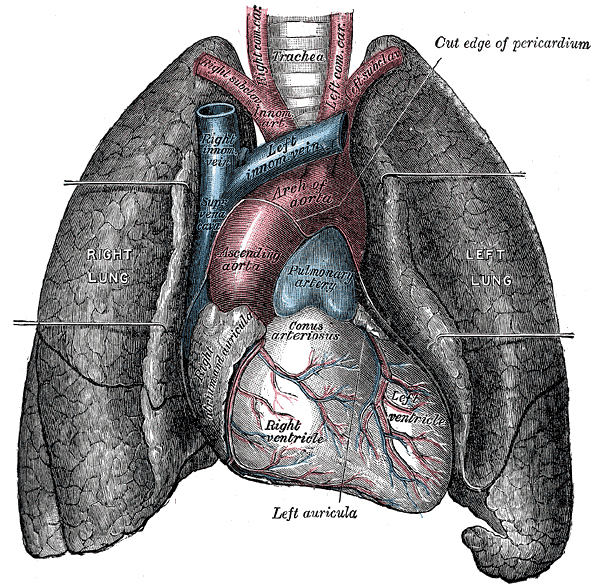
Anatomia macroscopica di cuore, polmoni e vasi principali.